# Kanton Arras-Nord
Kanton Arras-Nord (francouzsky Canton d'Arras-Nord) byl francouzský kanton v departementu Pas-de-Calais v regionu Nord-Pas-de-Calais. Tvořily ho čtyři obce. Zrušen byl po reformě kantonů 2014.

## Obce kantonu
- Arras (severní část)
- Athies
- Saint-Laurent-Blangy
- Saint-Nicolas